# Pseudotricholoma
Pseudotricholoma (Singer) Sánchez-García & Matheny – rodzaj grzybów z rodziny gąskowatych (Tricholomataceae).

## Systematyka i nazewnictwo
Pozycja w klasyfikacji według Index Fungorum: Tricholomataceae, Agaricales, Agaricomycetidae, Agaricomycetes, Agaricomycotina, Basidiomycota, Fungi.
Synonim: Cantharellula subgen. Pseudotricholoma Singer 1948 (bazonim).
Gatunki:
- Pseudotricholoma azoricum P. Iglesias, S. Arauzo, J. Fernández-Vicente, M. Oyarzabal & J. Undagoitia 2021
- Pseudotricholoma metapodium (Fr.) Sánchez-García & Matheny 2014 – tzw. gąsownica mączna
- Pseudotricholoma umbrosum (A.H. Sm. & M.B. Walters) Sánchez-García & Matheny 2014

Wykaz gatunków i nazwy naukowe na podstawie Index Fungorum. Nazwa polska według Władysława Wojewody. Jest niespójna z aktualną nazwą naukową.